# Vulcaniella
Vulcaniella is een geslacht van vlinders uit de familie prachtmotten (Cosmopterigidae).

## Soorten
- V. cognatella Riedl, 1990
- V. extremella (Wocke, 1871)
- V. fiordalisa (Petry, 1904)
- V. gielisi Koster & Sinev, 2003
- V. glaseri (Riedl, 1966)
- V. grabowiella (Staudinger, 1859)
- V. grandiferella Sinev, 1986
- V. kabulensis J.C. Koster, 2008
- V. karadaghella Sinev, 1986
- V. klimeschi (Riedl, 1966)
- V. pomposella (Zeller, 1839)
- V. rosmarinella (Walsingham, 1891)